# WrestleMania 41
WrestleMania 41 (comercializado como WrestleMania Vegas) fue la cuadragésima primera edición del evento de pago por visión WrestleMania que se celebró el 19 y 20 de abril de 2025, en el Allegiant Stadium en Las Vegas, Nevada.
Fue el  segundo WrestleMania en ser realizado en el Estado de Nevada, después de 32 años, siendo WrestleMania IX el único realizado ahí y el primer WrestleMania a ser celebrado a mediados de abril cuando usualmente se realiza a inicios del mes y el primer WrestleMania en ser transmitido en vivo por la plataforma de streaming Netflix para Latinoamérica, después su fusión con WWE Network desde enero de 2025. Este también es el primer WrestleMania en celebrarse durante el fin de la Semana Santa y el consecuente inicio de las Pascuas de Resurrección de 2025 y el último combate en este evento de John Cena en sus 23 años de carrera debido a su retiro de la lucha libre profesional a finales de 2025.

## Producción

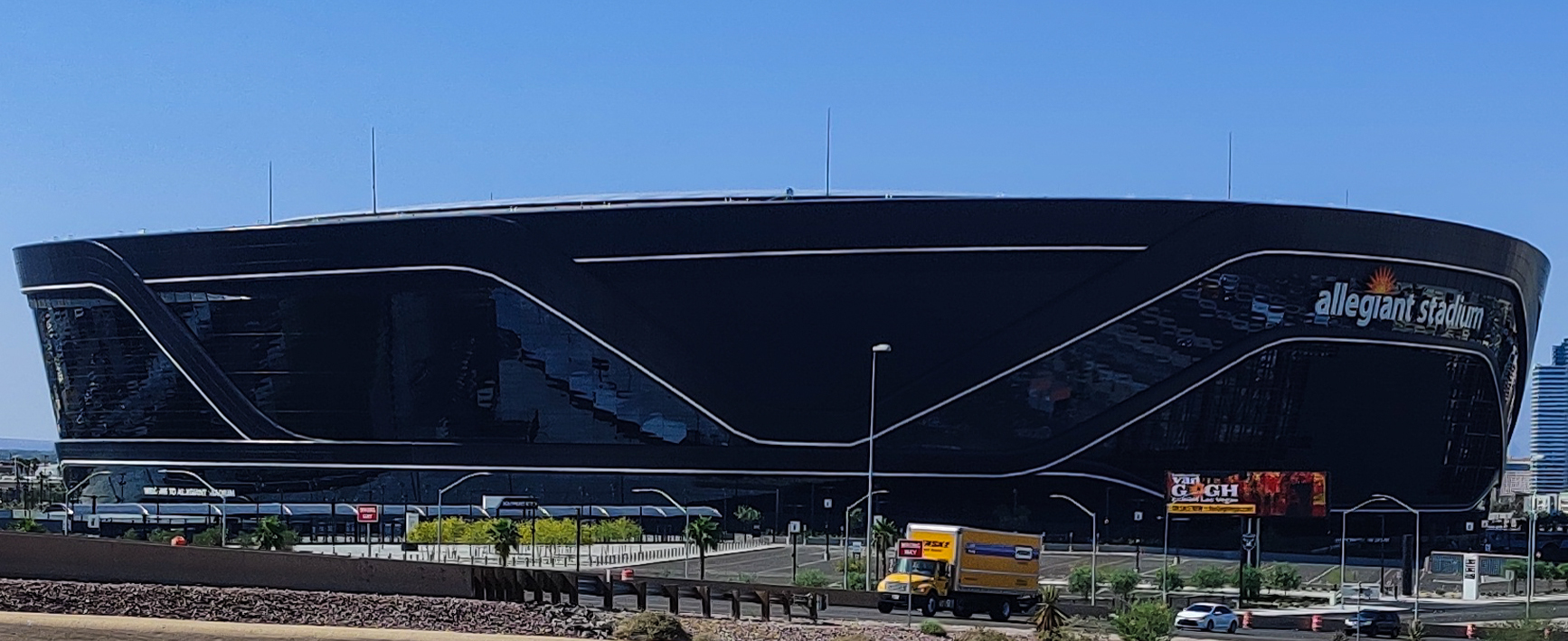
El Allegiant Stadium fue el escenario de WrestleMania 41

WrestleMania es el pago por visión (PPV) y evento de retransmisión en directo más importante de WWE, y se celebró por primera vez en 1985. Fue el primer PPV producido por la compañía y también fue el primer gran evento de WWE disponible a través de livestreaming cuando la compañía lanzó WWE Network en febrero de 2014. Es el evento de lucha libre profesional más longevo de la historia y se celebra anualmente entre mediados de marzo y mediados de abril. Junto con Royal Rumble, SummerSlam, Survivor Series y Money in the Bank, es uno de los cinco eventos más importantes del año de la empresa, conocidos como los «Cinco Grandes». Según Forbes, WrestleMania es la sexta marca deportiva más valiosa del mundo, y ha sido descrito como el Super Bowl del entretenimiento deportivo. Al igual que ocurre con el Super Bowl, las ciudades pujan por el derecho a albergar la edición anual de WrestleMania. WrestleMania 41 contará con luchadores de las divisiones de marca Raw y SmackDown. Además de emitirse en PPV tradicional, se podrá seguir en directo en Peacock en Estados Unidos y Netflix en los mercados internacionales, lo que lo convierte en el primer WrestleMania que se transmitirá en vivo en Netflix luego de la fusión de WWE Network con Netflix a llevarse a cabo en enero de 2025.
El 4 de mayo de 2024, durante la pre-cobertura del Derby de Kentucky en la cadena NBC se anunció que el Allegiant Stadium ubicado en el suburbio de Paradise de la ciudad de Las Vegas en el estado de Nevada sería la sede de WrestleMania 41 el 19 y 20 de abril de 2025 siendo el primer WrestleMania en celebrarse durante la víspera de la Semana Santa. Este también será el segundo WrestleMania en ser realizado en la ciudad de Las Vegas, 32 años después de la novena edición que se realizó en el Caesar's Palace, Mineápolis, Minnesota también fue finalista para albergar el evento en el U.S. Bank Stadium. Sus proponentes dijeron que habían sido informados que la decisión de ubicar el evento en el área de Las Vegas fue impulsada por un «cambio de dirección por parte del nuevo propietario», luego de la fusión en 2023 de WWE y Ultimate Fighting Championship, con sede en Las Vegas. (UFC) como TKO Group Holdings, controlada por el único propietario anterior de UFC Endeavor.

## Antecedentes
En WrestleMania XL, Cody Rhodes derrotó a Roman Reigns, terminando con su reinado histórico del Campeonato Universal Indiscutido de WWE. Durante la lucha, John Cena intervino a favor de Rhodes, y The Rock lo hizo a favor de Reigns. En el Raw posterior, Rhodes celebró su victoria, pero fue confrontado por The Rock, quien llevaba consigo el The People's Championship, en un breve intercambio, ambos cambiaron de campeonatos. Además, The Rock mencionó que se ausentaría debido a proyectos cinematográficos, pero que esperaría enfrentarse a Rhodes, fuera o no campeón, el próximo año, ya que su historia recién comenzaba. En Money in the Bank, Cena anunció su retiro de la lucha libre profesional a finales de 2025 para dedicarse al cine, pero confirmó su participación en Royal Rumble, Elimination Chamber y WrestleMania 41 como sus últimos eventos. En Bad Blood, Rhodes y Reigns derrotaron a The Bloodline (Solo Sikoa & Jacob Fatu), y tras la victoria, The Rock salió a confrontarlos sin decir nada. En Raw en Netflix, The Rock agradeció al público por su llegada a la plataforma y habló de Rhodes y Reigns (adoptando una actitud de face). También, Cena inició su tour de despedida y afirmó que ganaría el Men's Royal Rumble Match para lograr su 17.º campeonato mundial. En el Royal Rumble, Rhodes derrotó a Kevin Owens en un Ladder Match por el Campeonato Indiscutido de WWE y una réplica del Winged Eagle Championship Belt, la cual fue entregada por Triple H en el especial Saturday Night's Main Event XXXVII y robada por Owens. Cena, por su parte, fue eliminado por Jey Uso, quien luego eligió a Gunther como su rival por el Campeón Mundial Peso Pesado. En la conferencia de prensa, Cena anunció su participación en Elimination Chamber en busca de una oportunidad por el Campeonato Indiscutido de WWE en WrestleMania 41. En el SmackDown del 21 de febrero, The Rock apareció en busca del alma de Rhodes, esperando su respuesta para Elimination Chamber. En el evento, Cena ganó el Elimination Chamber Match, y tras el combate, Rhodes lo felicitó y entonces The Rock y Travis Scott se unieron a la escena, esperando la respuesta de Rhodes. Sin embargo, la respuesta de Rhodes fue clara: «The Rock, vete al infierno», y abrazó a Cena. Sin embargo, por orden de The Rock, Cena atacó a Rhodes, junto con The Rock y Scott, lo que marcó el primer turn heel de Cena desde el 6 de noviembre de 2003. Días después, tanto en el capítulo de SmackDown del 7 de marzo como en el de Raw del 10 del mismo mes, Rhodes se dirigió a los fanáticos, enviando un mensaje claro a Cena. En el Raw del 17 de marzo, Cena apareció para reprender al público, manifestando que lo maltrataron durante sus 25 años de carrera. Fue interrumpido por Rhodes, quien se enfrentó a Cena y declaró que quería enfrentarse al verdadero Cena en WrestleMania, no a la versión actual. La semana siguiente, en Raw, Cena declaró que, después de ganar el título, se retiraría con él. En el episodio del 31 de marzo, Cena reveló que traicionó a Rhodes porque no le agradaba, lo que desató un fuerte intercambio de palabras entre ambos. Al retirarse, Cena fue provocado por Rhodes, lo que lo llevó a atacarlo. Sin embargo, Rhodes contrarrestó con un Cross Rhodes.
En SummerSlam, Gunther derrotó a Damian Priest y ganó el Campeonato Mundial de Peso Pesado. Desde entonces, tuvo una serie de rivalidades, una de ellas contra Jey Uso, a quien derrotó en una lucha titular en Saturday Night's Main Event XXXVIII. En Royal Rumble, Uso ganó el Men's Royal Rumble Match y, con ello, una lucha titular en WrestleMania 41. Tras aparaciones en Raw y SmackDown, para confrontar a los campeones Gunther y Cody Rhodes, el 10 de febrero en Raw, Jey Uso abrió el show, siendo atacado precisamente por Gunther. Posterior al ataque, anunció que enfrentaría a Gunther por el Campeonato Mundial de Peso Pesado.
En SmackDown del 3 de enero, Tiffany Stratton canjeó su contrato de Women's Money in the Bank Ladder Match para ganar el Campeonato Femenino de WWE a Nia Jax. En Royal Rumble, Charlotte Flair tuvo su regreso al ring tras más de un año fuera por lesión y ganó la Women's Royal Rumble Match. Las semanas siguientes tuvo apariciones en Raw, SmackDown y NXT para definir a qué campeona enfrentaría en WrestleMania 41. El 14 de febrero de SmackDown, después de Stratton retuviera su campeonato por descalificación ante Jax, salió Flair anunció que escogía a Stratton por el Campeonato Femenino de WWE.
En el primer Raw emitido por Netflix, ocurrido el 6 de enero, Rhea Ripley derrotó a Liv Morgan y recuperó el Campeonato Mundial Femenino y, posteriormente, lo defendió ante Nia Jax en el especial Saturday Night's Main Event XXXVIII. Luego de que Charlotte Flair, como ganadora del Women's Royal Rumble Match, escogiera a Tiffany Stratton como su rival, Ripley se enfrentaría a la ganadora del Elimination Chamber Match. Sin embargo, el 10 de febrero y a causa de haberle costado accidentalmente su puesto en Elimination Chamber, Ripley aceptó darle una oportunidad titular a Iyo Sky, la que fue programada para el Raw posterior a Elimination Chamber. El 1 de marzo en Elimination Chamber, Bianca Belair ganó la lucha femenina del Elimination Chamber Match y, tras el combate, se encaró con Ripley y Sky. Dos días más tarde, Sky venció a Ripley y se convirtió en la campeona mundial femenina y rival de Belair en WrestleMania 41. En el capítulo del 10 de marzo de Raw, Sky fue agredida por Ripley y Belair y la flamante campeona respondió golpeando a ambas. Una semana más tarde, Ripley interrumpió la firma de contrato entre Sky y Belair, atacando a ambas, poniendo su rúbrica en el documento y exigiendo al gerente general, Adam Pearce agregarla a la lucha. La semana siguiente, Pearce anunció una lucha entre Sky y Ripley, con Belair como árbitro especial invitado para el Raw del 31 de marzo. La lucha terminó en una doble descalificación, lo que permitió a Sky retener su título. En el Raw del 7 de abril, Pearce anunció que Sky defendería su campeonato en una triple amenaza contra Belair y Ripley en WrestleMania.
En el evento Survivor Series: WarGames de 2023, CM Punk hizo su esperado regreso a la WWE tras nueve años de ausencia. De inmediato, se convirtió en un objetivo de Seth Rollins, quien le guardaba rencor desde su regreso. Punk participó en el Royal Rumble de 2024, con la esperanza de ganar la Men's Royal Rumble Match y obtener su tan ansiado lugar en el «Main Event» de WrestleMania. Sin embargo, fue eliminado por el ganador de la lucha, Cody Rhodes, y sufrió una lesión en el tríceps, lo que lo obligó a cancelar su participación en WrestleMania XL. Por otro lado, en WrestleMania XL, Rollins se vio envuelto en dos grandes rivalidades: la primera, contra Drew McIntyre por el Campeonato Mundial de Peso Pesado que poseía Rollins, con Punk como comentarista invitado del combate; la segunda, una rivalidad con Rhodes, que llevó a una lucha en equipo contra Roman Reigns y The Rock. Este combate determinaría si la lucha entre Rhodes y Reigns por el Campeonato Universal Indiscutible de la WWE sería un Bloodline Rules Match. Durante este enfrentamiento, Rollins y Reigns revivieron su historia como miembros de The Shield, tocando temas de traición y todo lo que había sucedido desde entonces. En WrestleMania, tanto Rollins como Reigns perdieron sus respectivos combates y títulos. Además, Punk atacó al recién coronado McIntyre, permitiendo que Damian Priest cobrara su contrato de Money in the Bank y se coronara como nuevo campeón. Durante los siguientes meses, Punk continuó interfiriendo en los combates de McIntyre por el campeonato, especialmente en eventos como Clash at the Castle y Money in the Bank. En este último, Punk jugó un papel crucial en la lucha por el cobro del MITB de McIntyre, que también involucró a Rollins. En SummerSlam, McIntyre derrotó a Punk tras un altercado entre él y Rollins, quien fue el árbitro especial invitado del combate. Sin embargo, Punk se vengó al derrotar a McIntyre en un Strap Match en Bash in Berlin, y luego lo derrotó nuevamente en un Hell in a Cell Match en Bad Blood, poniendo fin a su rivalidad antes de tomar una pausa. A su regreso, Punk se unió al equipo de Reigns como el quinto miembro en Survivor Series: WarGames, enfrentándose a The New Bloodline de Solo Sikoa en una lucha decisiva, apoyado por su exmanager y wiseman de The OG Bloodline, Paul Heyman, quien le debía un favor a Punk. El equipo de Reigns ganó en el evento, pero Punk pronto se convirtió nuevamente en el objetivo de Rollins, quien mantenía un odio profundo tanto hacia Reigns como hacia Punk. En Raw en Netflix, se pacto dos combates, el primero Reings derrotaría a Sikoa en Tribal Combat para coronar al definitivo «Tribal Chief» y el otro Punk derroto a Rollins. En el Royal Rumble de 2025, tanto Punk, Reigns y Rollins se enfrentaron una vez más en Men's Royal Rumble Match. Mientras Reigns y Rollins intentaban eliminarse entre sí, Punk aprovechó la oportunidad y eliminó a ambos, aunque fue eliminado poco después. Los tres protagonizaron una pelea en el ringside, en la cual Rollins le dio un Curb Stomp a Reigns, dejándolo fuera de acción durante varias semanas. En Elimination Chamber, Punk y Rollins se enfrentaron en el Elimination Chamber Match, donde Punk eliminó a Rollins. Sin embargo, Rollins le dio un Curb Stomp a Punk, lo que le costó el combate a este último. En el siguiente episodio de Raw, Punk habló sobre su frustración por no poder competir en el «Main Event» de WrestleMania, lo que lo llevó a enfrentarse nuevamente a Rollins. La semana siguiente, en un Steel Cage Match, Rollins salió victorioso después de que Reigns regresara, sacara a Rollins de la jaula y lo atacara en un acto de venganza por el Men's Royal Rumble Match. Posteriormente, Reigns notó que Heyman atendía a Punk en el ring, lo que lo enfureció y lo llevó a atacar también a Punk. El 21 de marzo de 2025, en SmackDown, se produjo una pelea entre los tres, con Rollins, Reigns y Punk luchando por un lugar en el cartel de WrestleMania 41. Poco después, se hizo oficial un combate de triple amenaza entre los tres para dicho evento. En la siguiente semana en SmackDown, durante la firma de contrato entre los involucrados, Heyman revelo que una cláusula del mismo estipulaba que la lucha seria el «Main Event» de Wrestlemania, cumpliendo el sueño de Punk, esto influenciado por Reings creyendo que sería el favor que Punk eventualmente le pediría a Heyman, aunque el mismo Punk revelaría que ese no es el favor que se le debe, para consternación de Reigns y enfado de Rollins. En el SmackDown del 4 de abril, Punk reveló tanto a Reigns, Rollins como a Heyman que su verdadera intención era tener a Heyman a su lado en la lucha, lo que causó consternación en Reigns. En el Raw del 7 de abril, mientras Rollins tenía un careo con Heyman, le reprochó su lealtad hacia Punk y Reigns, señalando que siempre había estado a su lado, pero ellos no habían hecho lo mismo por él. En ese momento, Punk apareció para atacar a Rollins, pero este último salió mejor parado. Al intentar atacar a Heyman, Rollins se detuvo y le dijo que ahora él le debía un favor.
En el Royal Rumble, AJ Styles regresó sorpresivamente tras una lesión y participó en Men's Royal Rumble Match , pero fue eliminado por Logan Paul. Luego, Styles fue transferido a Raw, donde tuvo rivalidades con Bron Breakker y The Judgment Day. Paul, por su parte, participó en el Elimination Chamber Match por una oportunidad titular en WrestleMania, pero no ganó. En el Raw previo a Elimination Chamber, Styles fue interrumpido por Paul, mientras Karrion Kross observaba. En el episodio del 3 de marzo, Kross interrumpió nuevamente a Styles, desafiándolo a enfrentarse a Paul. La semana siguiente, Paul atacó a Andrew Schulz, siendo salvado por Styles. En Raw del 31 de marzo, Styles retó a Paul, quien se negó, alegando que no «lucha gratis» y mencionando a WrestleMania. Tras un intercambio de ataques, Paul quedó en ventaja. Más tarde esa noche, el gerente general de Raw, Adam Pearce, oficializó el combate entre ambos para WrestleMania 41.
El 24 de febrero en Raw, The Judgment Day (Liv Morgan y Raquel Rodríguez) derrotaron a Bianca Belair y Naomi para ganar el Campeonato Femenino de Parejas de WWE. Por otro lado, Lyra Valkyria gano el inaugural Campeonato Femenino Intercontinental tras vencer a Dakota Kai el 13 de enero en Raw. Valkyria defendió exitosamente su título en dos ocasiones En Raw: el 24 de marzo ante Rodríguez, a pesar de la interferencia de Morgan, y el 7 de abril frente a Bayley. Previo a esto, en el episodio del 10 de febrero de Raw, Bayley había derrotado a Valkyria en una lucha no titular para clasificar a la Elimination Chamber Match. En Elimination Chamber, Morgan eliminó a Bayley, aunque no logró ganar la lucha. En el episodio de SmackDown del 4 de abril, el gerente general Nick Aldis anunció una Gauntlet Match entre seis equipos femeninos de Raw y SmackDown, con el objetivo de determinar a las retadoras al Campeonato Femenino en Parejas en WrestleMania 41. Entre los equipos participantes se encontraban Valkyria y Bayley. Entre los equipos participantes se encontraban Valkyria y Bayley. Finalmente, en el SmackDown del 11 de abril, Valkyria y Bayley salieron victoriosas en la Gauntlet match, asegurando así su lugar en WrestleMania 41 como las retadoras al campeonato que ostentan Morgan y Rodríguez.
En el episodio del 7 de marzo de SmackDown, LA Knight ganó el Campeonato de los Estados Unidos por segunda vez al derrotar Shinsuke Nakamura. Una semana después, Jimmy Uso lo felicitó pero anunció sus intenciones de retar por el título. The Bloodline (Jacob Fatu, Tama Tonga y Solo Sikoa) interrumpieron y expresaron las intenciones de Fatu de retar por el título. The Bloodline atacó a Knight y Uso, antes de que Braun Strowman saliera a salvarlos, quien también había estado en un feudo con The Bloodline durante los últimos meses; especialmente con Fatu, quien había tenido luchas destacadas en Saturday Night's Main Event XXXVIII y el Men's Royal Rumble Match en Royal Rumble, donde Strowman eliminó a Fatu. Posteriormente, se llevó a cabo una lucha de equipos de seis hombres entre ambos grupos, la cual fue ganada por Knight, Uso y Strowman. La semana siguiente, Strowman derrotó a Fatu por descalificación después de ser atacado por Sikoa y Tonga, ganando una oportunidad por el título contra Knight, programada para la semana siguiente. Este combate terminó sin resultado después de que Fatu atacara tanto a Knight como a Strowman. En el episodio del 4 de abril, Fatu derrotó a Strowman en un Last Man Standing Match, ganando así una lucha por el título contra Knight en WrestleMania 41, lo cual luego fue hecho oficial.
En el Royal Rumble de 2024, en el Women's Royal Rumble Match, regresaba Naomi y debutaba en WWE Jade Cargill; sin embargo, ninguna de las dos logró ganar el combate. En WrestleMania XL, junto a Bianca Belair, derrotaron a Damage CTRL (Asuka, Dakota Kai & Kairi Sane). Después de esto, se separaron: Naomi buscó una carrera en solitario, mientras que Bianca y Cargill ganaron en dos ocasiones el Campeonato Femenino de Parejas de WWE. Más adelante, en el SmackDown de 22 de noviembre, Cargill fue encontrada atacada por un asaltante desconocido en el estacionamiento y fue descartada de la acción por el futuro previsible. Durante la ausencia de Cargill, Naomi se ofreció como voluntaria para reemplazarla como una de las Campeonas Femeninas en Parejas de WWE, junto a Belair. Naomi y Belair también iniciaron su propia investigación sobre el ataque a Cargill. Llegaron a la conclusión de que las miembros de The Judgment Day (Liv Morgan y Raquel Rodríguez) habían sido las responsables del ataque y acordaron defender sus títulos contra ellas en el episodio del 24 de febrero de 2025 de Raw, donde perdieron los campeonatos. Posteriormente, tanto Belair como Naomi clasificaron a la Elimination Chamber Match. En Elimination Chamber, antes de comenzar el combate, Cargill hizo su regreso y atacó a Naomi, quien fue considerada médicamente incapaz de competir en el combate. En el siguiente episodio de SmackDown, Naomi reveló que ella misma había sido la atacante de Cargill y se mostró arrepentida de no haberlo hecho antes, convirtiéndose en heel por primera vez desde 2016. Belair la abandonó, poniendo fin a su colaboración. En las semanas siguientes, Cargill y Naomi continuaron atacándose mutuamente. En el episodio del 4 de abril de 2025 de SmackDown, tras otro enfrentamiento, el gerente general de SmackDown, Nick Aldis, anunció que Cargill y Naomi se enfrentarían en WrestleMania 41, un evento que posteriormente fue confirmado.
En el Raw del 21 de octubre de 2024, Bron Breakker ganó el Campeonato Intercontinental por segunda vez al derrotar a Jey Uso. Por otro lado, Penta debutó en el Raw del 13 de enero, haciéndose un nombre en la empresa al derrotar a varios rivales. Su primer cara a cara ocurrió en el Raw del 27 de enero. Mientras tanto, los miembros de The Judgment Day (Finn Bálor, Dominik Mysterio, Carlito y JD McDonagh) perdieron su rivalidad ante el exmiembro del grupo Damian Priest, así como los Campeonatos Mundiales de Parejas. En el Raw del 17 de febrero, AJ Styles derrotó a Mysterio; sin embargo, tras el combate, Breakker intentaría atacar a Styles, hiriendo accidentalmente a Mysterio. La siguiente semana, Breakker y Mysterio se enfrentaron en una lucha sin título que terminó en descalificación debido a la intervención de Bálor y Carlito, quienes atacaron a Breakker. Una semana después, Bálor salió a hablar de Breakker, mencionando que todavía era campeón gracias a que The Judgment Day lo había permitido. Breakker salió a enfrentarlo y atacó a Bálor, pero fue defendido por los otros miembros de The Judgment Day. A pesar de la intervención, Breakker terminó mejor parado en la confrontación. En el Raw del 17 de marzo, Breakker derrotó a Bálor, reteniendo el Campeonato Intercontinental. Tras el combate, fue atacado por Mysterio y Carlito, pero Penta salió a defenderlo, lo que llevó a su segundo enfrentamiento cara a cara con Breakker. La semana siguiente, Mysterio le ofreció a Penta unirse a The Judgment Day, pero más tarde esa noche, Breakker defendió su título contra Penta. El combate terminó en descalificación después de que Mysterio y Carlito atacaran a Penta. Después del combate, Mysterio intentó que Penta atacara a Breakker con una silla, pero Penta terminó atacando a Mysterio en su lugar. En la semana siguiente, Bálor y Mysterio derrotaron a Breakker y Penta en un combate por equipos después de que Breakker aplicara accidentalmente una Spear a Penta. El 7 de abril antes de Raw, el gerente general de Raw, Adam Pearce, programó a Breakker para defender su título en WrestleMania 41 contra Bálor, Mysterio y Penta.
A finales de 2024, Chad Gable atravesó una racha de derrotas, que siguió el 13 de enero de 2025 en un episodio de Raw, donde fue vencido por el debutante Penta. Esta derrota lo hizo reflexionar sobre los luchadores enmascarados y la necesidad de resolver sus problemas dentro del estilo de la «lucha libre». La semana siguiente, Gable buscó la ayuda de Dominik Mysterio para entender mejor el mundo de los enmascarados. Dominik le proporcionó información sobre alguien que podría ayudarlo. En el episodio de Raw del 3 de marzo, se emitió un video donde Gable se encontraba con esa misteriosa persona, quien le entregaba un objeto enigmático. En el siguiente Raw, un luchador enmascarado no identificado, portando una máscara de estilo estadounidense, intervino a favor de The New Day (Kofi Kingston y Xavier Woods), ayudándolos a derrotar a Latino World Order (LWO), representado por Rey Mysterio y Dragon Lee. Más tarde esa noche, Gable fue entrevistado y se le acusó de estar relacionado con el ataque a LWO, mientras el enmascarado era escoltado fuera de la arena. El 24 de marzo, Gable no pudo competir por problemas de salud, por lo que se anunció que el debutante El Grande Americano lo reemplazaría, derrotando a Lee. Al final del programa, Gable hablo sobre Americano. Dos semanas después, Americano junto a The Creed Brothers (Brutus y Julius Creed), vencieron a LWO (Lee, Joaquin Wilde y Cruz Del Toro). La victoria se dio luego de que Ivy Nile colocara un trozo de metal en la máscara de Americano, que utilizó como arma contra Lee. Esa misma noche, Mysterio acusó a Americano de burlarse del arte y la tradición de la lucha libre, y solicitó un combate contra él. El gerente general de Raw, Adam Pearce, aprobó la petición y permitió que Mysterio eligiera el lugar del enfrentamiento. Mysterio declaró que deseaba enfrentarlo en WrestleMania 41, pactándose oficialmente la lucha.
En 2024, durante el especial de Raw: Day 1, Drew McIntyre fue derrotado por Seth «Freakin» Rollins en una lucha por el Campeonato Mundial de Peso Pesado. Durante el combate, Damian Priest intentó canjear el maletín de Money in the Bank, pero fue atacado por McIntyre. Dos semanas después en Raw, Rollins defendió su título ante Jinder Mahal. Una vez más, Priest intentó hacer efectivo su canje, pero McIntyre volvió a detenerlo. Una semana más tarde, McIntyre venció a Priest, y desde entonces ambos tomaron caminos distintos de cara a WrestleMania XL. En el evento, Priest junto a Finn Bálor como parte de The Judgment Day, defendió el Campeonato Indiscutible en Parejas de WWE en una Ladder Match ante múltiples equipos, Por su parte, McIntyre se enfrentó a Rollins por el Campeonato Mundial, con CM Punk como comentarista especial invitado. Durante la noche, The Judgment Day perdió los títulos, que además fueron desunificados. Más adelante, McIntyre logró derrotar a Rollins y se coronó campeón, pero tras burlarse de Punk, este lo atacó con su brazalete, permitiendo que Priest canjeara su maletín y se llevara el título en menos de seis minutos. En los meses siguientes, la rivalidad entre Priest y McIntyre se intensificó, especialmente en Clash at the Castle y Money in the Bank donde McIntyre fue derrotado nuevamente debido a interferencias de Punk. En SummerSlam, McIntyre logró vengarse al vencer a Punk, aunque su rivalidad se prolongó varios meses más. Paralelamente, Priest perdió el campeonato ante Gunther, después de que Bálor lo traicionara, iniciando así una larga rivalidad con él y con el resto de The Judgment Day, a excepción de Rhea Ripley. En 2025, tanto Priest como McIntyre fueron transferidos a la marca SmackDown. Ambos participaron en el Royal Rumble y en el Elimination Chamber; durante el Men's Royal Rumble Match, Damian Priest eliminó a Drew McIntyre, y en Elimination Chamber Match volvió a hacerlo, pero en esta ocasión, McIntyre respondió atacándolo en venganza por su eliminación. Tras semanas de enfrentamientos, el 10 de abril, el gerente general de SmackDown, Nick Aldis, oficializó una lucha entre ambos para WrestleMania 41. Al día siguiente en SmackDown, se anunció que el combate sería una Sin City Street Fight. Luego del anuncio, se produjo un nuevo altercado entre los dos.
Después de expulsar a Big E de The New Day en el episodio del 2 de diciembre de 2024 de Raw, Kofi Kingston y Xavier Woods pusieron sus miras en el Campeonato Mundial en Parejas, en poder de War Raiders (Erik & Ivar). Durante una lucha por el título entre los dos equipos en el episodio del 7 de abril de 2025, Woods intentó golpear a Erik con una silla de acero; sin embargo, el árbitro vio a Erik golpear inadvertidamente a Woods con la silla, por lo que The New Day ganó por descalificación, pero como los campeonatos no cambian de manos por descalificación o conteo a menos que se estipule, War Raiders siguieron siendo campeones. Después del combate, The New Day atacó a War Raiders solo para ser detenidos por oficiales de la WWE. El 11 de abril, el gerente general de Raw, Adam Pearce, anunció que War Raiders defenderían el Campeonato Mundial en Parejas contra The New Day en una revancha en WrestleMania 41.
Originalmente, Randy Orton estaba programado para enfrentar a Kevin Owens en WrestleMania 41, combate que fue anunciado el 21 de marzo en SmackDown. Sin embargo, la lucha fue cancelada el 4 de abril debido a una lesión en el cuello que sufrió Owens, lo cual le impidió participar en el evento. Tras la cancelación, el gerente general de SmackDown, Nick Aldis le informó a Orton que ya no tendría combate en WrestleMania. En respuesta, Orton le aplicó un RKO a Aldis. La semana siguiente en SmackDown, Orton se disculpó con Aldis, justificando su reacción al decir que ya había «pagado por adelantado» durante Tribute to the Troops y que solo esperaba tener una lucha en WrestleMania. Poco después, fue confrontado por miembros de The Bloodline (Solo Sikoa y Tama Tonga), pero LA Knight salió en su defensa. Esa misma noche se pactó una lucha en parejas, donde Orton y Knight lograron la victoria. Finalmente, en el episodio especial WrestleMania SmackDown, Orton apareció para anunciar que estaría presente en la Noche 2 de WrestleMania y lanzó un desafío abierto a cualquier miembro del roster que quisiera enfrentarlo.

#### Lucha cancelada
Kevin Owens: Su lucha fue pactada originalmente el 21 de marzo; sin embargo, el 4 de abril se anunció oficialmente su cancelación, debido a que Owens informó que tenía una lesión en el cuello desde hace 4 meses, pero que se había agravado y necesitaba una cirugía urgente. Según comentó, la lesión empeoró después de la lucha contra Rey Mysterio. Además, se especula que la lesión podría haberse agravado durante el Ladder Match por el Campeonato Indiscutido de WWE ante Cody Rhodes en Royal Rumble o Unsanctioned Match ante Sami Zayn en Elimination Chamber. El rival originalmente previsto para esa lucha era Randy Orton.
Rey Mysterio: Su lucha fue pactada originalmente para el 7 de abril, en la primera noche de WrestleMania, contra El Grande Americano.  Sin embargo, en la edición especial de WrestleMania SmackDown del 18 de abril, Mysterio participó en una lucha de equipos junto a Dragon Lee y Rey Fénix enfrentando a American Made (Chad Gable, Julius Creed y Brutus Creed). Durante este combate, Mysterio sufrió una lesión legítima que le impidió participar en WrestleMania. Será reemplazado por Fénix. Cabe destacar que, esa misma noche, Fénix también eliminó a Gable en la André the Giant Memorial Battle Royal, aunque posteriormente fue eliminado por Americano, quien no formó parte del combate.
Bayley: Su lucha estaba pactada originalmente para el 11 de abril, en la segunda noche de WrestleMania, luego de ganar una Gauntlet Match que le dio la oportunidad de competir junto a Lyra Valkyria por los Campeonatos Femeninos en Parejas de WWE, frente a The Judgment Day (Liv Morgan y Raquel Rodríguez). Sin embargo, durante el WrestleMania Countdown, Bayley fue atacada en backstage, lo que provocó que no fuera autorizada médicamente para competir y quedó fuera del combate.

## Resultados

#### Noche 1: 19 de abril
- Jey Uso derrotó a Gunther y ganó el Campeonato Mundial de Peso Pesado (16:30).[18]
  - Jey forzó a Gunther a rendirse con un «Sleeper Hold».
  - Después de la lucha, Jimmy Uso celebró con Jey.
- The New Day (Kofi Kingston & Xavier Woods) derrotó a The War Raiders (Erik & Ivar) y ganaron el Campeonato Mundial de Parejas (9:15).[49]
  - Woods cubrió a Ivar después de un «Midnight Hour».
- Jade Cargill derrotó a Naomi (9:20).[43]
  - Cargill cubrió a Naomi después de un «Jaded».
- Jacob Fatu derrotó a LA Knight y ganó el Campeonato de los Estados Unidos (10:40).[40]
  - Fatu cubrió a Knight después de dos «Mighty Moonsault».
- El Grande Americano derrotó a Rey Fénix (7:55).[52]
  - Americano cubrió a Fénix después de un «Diving Headbutt».
  - Después de la lucha, Vikingo ayudó a Fénix a ponerse de pie.
  - Originalmente, Rey Mysterio era el rival de Americano, pero fue sustituido por una lesión en el programa anterior de SmackDown.[45]
- Tiffany Stratton derrotó a Charlotte Flair y retuvo el Campeonato Femenino de WWE (20:00).[20]
  - Stratton cubrió a Flair después de un «Prettiest Moonsault Ever».
- Seth Rollins derrotó a Roman Reigns y CM Punk (con Paul Heyman) (32:55).[36]
  - Rollins cubrió a Reigns después de un «Curb Stomp».
  - Durante la lucha, Heyman atacó a Reigns y Punk traicionándolos.
  - Tanto Rollins como Heyman cambiaron a heel.
  - Living Colour interpretó el tema de entrada de Punk.

#### Noche 2: 20 de abril
- Iyo Sky derrotó a Bianca Belair y Rhea Ripley y retuvo el Campeonato Mundial Femenino (14:28).[24]
  - Sky cubrió a Belair después de un «Over the Moonsault».
  - Esta lucha fue calificada con 5 estrellas por el periodista Dave Meltzer, siendo la primera lucha femenina en la historia de WWE en obtener esta puntuación.
- Drew McIntyre derrotó a Damian Priest en un Sin City Street Fight (14:16).[48]
  - McIntyre cubrió a Priest después de un «Claymore» con una silla sobre el esquinero.
  - Kerry King interpretó el tema de entrada de Priest.
- Dominik Mysterio derrotó a Bron Breakker (c), Finn Bálor y Penta y ganó el Campeonato Intercontinental (10:30).[44]
  - Mysterio cubrió a Bálor después de un «Frog Splash».
  - Durante la lucha, Carlito interfirió a favor de Bálor y Mysterio.
- Randy Orton derrotó a Joe Hendry (3:10).[54]
  - Orton cubrió a Hendry después de un «RKO».
  - Orton lanzó un reto abierto a cualquier luchador del roster.
  - Después de la lucha, Orton y Hendry se dieron la mano en señal de respeto, no obstante, Orton le aplicó a Hendry un «RKO».
  - El Campeonato Mundial de TNA de Hendry no estuvo en juego.
- Logan Paul derrotó a AJ Styles (17:50).[37]
  - Paul cubrió a Styles después de un «Paulverizer».
  - Durante la lucha, Karrion Kross interfirió a favor de Styles, pero este último lo atacó. Por su parte, un amigo de Paul también intervino a su favor.
- Becky Lynch & Lyra Valkyria derrotaron a The Judgment Day (Liv Morgan & Raquel Rodriguez) y ganaron el Campeonato Femenino de Parejas de WWE (8:40).[38]
  - Lynch cubrió a Morgan después de un «Manhandle Slam».
  - Este fue el regreso de Lynch tras 10 meses fuera de WWE.
  - Originalmente Bayley era la compañera de Valkyria pero fue atacada por Lynch en la Noche 1.[53]
- John Cena derrotó a Cody Rhodes y ganó el Campeonato Indiscutido de WWE (24:32).[16]
  - Cena cubrió a Rhodes después de golpearlo con el título.
  - Durante la lucha, Travis Scott interfirió a favor de Cena.
  - Es el primer título mundial de Cena desde 2017 y su 17.º título mundial en WWE, superando a Ric Flair como el luchador con más campeonatos mundiales en la historia de la compañía

## Raw WrestleMania Edition
- Bayley (con Lyra Valkyria) derrotó a Liv Morgan (con Raquel Rodríguez) (12:39).[55]
  - Bayley cubrió a Morgan con un «Roll-Up».
  - Durante la lucha, Rodríguez interfirió a favor de Morgan, mientras que Valkyria lo hizo a favor de Bayley.
- Rey Mysterio (con Dragon Lee, Joaquin Wilde & Cruz Del Toro) derrotó a Julius Creed (con Chad Gable, Brutus Creed & Ivy Nile) (10:15).
  - Mysterio cubrió a Julius después de un «619».
  - Durante la lucha, Latino World Order interfirió a favor de Mysterio, mientras que American Made lo hizo a favor de Julius, pero ambos grupos fueron expulsados por el árbitro.
  - Durante la lucha, El Grande Americano interfirió a favor de Julius.
  - Después de la lucha, Americano y Julius atacaron a Mysterio y Latino World Order.
- AJ Styles derrotó a Karrion Kross (con Scarlett) (9:50).[56]
  - Styles cubrió a Kross después de un «Phenomenal Forearm».
  - Durante la lucha, Scarlett interfirió a favor de Kross.
  - Después de la lucha, Kross y Logan Paul atacaron a Styles.
- La lucha entre Penta vs. Finn Bálor acabó en sin resultado (11:55).
  - El combate terminó sin resultado después de que Bron Breakker atacara a Bálor.
  - Antes de la lucha, Bálor, Carlito y Dominik Mysterio atacaron a Breakker.
  - Durante la lucha, Carlito y Mysterio interfirieron a favor de Bálor.
  - Después de la lucha, Breakker atacó a Carlito y Mysterio, y Penta atacó a todos, excepto a Bálor.

## SmackDown WrestleMania Edition
- Carmelo Hayes ganó el André the Giant Memorial Battle Royal (15:28).[57]
  - Hayes eliminó finalmente a Andrade, ganando la lucha.
  - Los otros participantes fueron (en orden de eliminación y quien lo eliminó): Carlito (Truth), R-Truth (Miz), Angel (Fenix), Berto (Fenix), Kit Wilson (Theory y Waller), Elton Prince (Theory y Waller), Tyler Bate (Kaiser), Santos Escobar (Fenix), Akira Tozawa (Julies y Brutus), Julius Creed (Otis), Brutus Creed (Otis), Otis (él mismo), Grayson Waller (Andrade), Austin Theory (Andrade), Chad Gable (Fénix), Joaquin Wilde (Nakamura), Cruz Del Toro (Kross), Karrion Kross (Lee), Dragon Lee (Nakamura), Ludwig Kaiser (Dunne), The Miz (Dunne), Pete Dunne (Hayes), Shinsuke Nakamura (Andrade), Rey Fénix (El Grande Americano).
  - Después de que Otis se autoeliminara, atacó a Brutus y Julius.
  - Durante la lucha, El Grande Americano, quien no era participante, interfirió eliminando a Fénix.
- La lucha por el Campeonato de Parejas de WWE entre The Street Profits (Angelo Dawkins & Montez Ford) (c) vs. The Motor City Machine Guns (Alex Shelley & Chris Sabin) acabó sin resultado (8:34).[58]
  - El combate terminó sin resultado después de que #DIY (Johnny Gargano & Tommaso Ciampa) atacara a los dos equipos y se llevaran los campeonatos.
- Zelina Vega derrotó a Chelsea Green (3:33).
  - Vega cubrió a Green después de un «Sunset Flip Powerbomb».
  - El Campeonato Femenino de los Estados Unidos de Green no estuvo en juego.
- LA Knight derrotó a Solo Sikoa por descalificación (3:37).
  - La lucha fue descalificada tras la intervención de Jacob Fatu.
- LA Knight & Braun Strowman derrotan a The Bloodline (Solo Sikoa & Jacob Fatu) (7:25).
  - Knight cubrió a Sikoa después de un «Blunt Force Trauma».
  - Tras la intervención de Fatu en la lucha entre LA Knight y Sikoa y la aparición de Strowman para salvarlo, el gerente general, Nick Aldis, pactó una lucha en parejas entre los involucrados.
- Rey Fénix & Latino World Order (Rey Mysterio & Dragon Lee) derrotan a American Made (Chad Gable, Julius Creed & Brutus Creed) (9:43).
  - Fenix cubrió a Julius después de un «Diving Meteora».
  - Durante la lucha, Mysterio se lesionó y fue atendido por los médicos, por ende no podrá participar en WrestleMania y será sustuido por Rey Fénix.